# Gault-Millau
Der Gault-Millau oder Gault&Millau ist ein nach seinen Gründern Henri Gault und Christian Millau benannter Restaurantführer. Er gilt neben dem Guide Michelin als der einflussreichste Restaurantführer französischen Ursprungs. Er vergibt die Gault-Millau-Kochmützen (Hauben), die neben den Michelin-Sternen begehrteste Auszeichnung der Haute Cuisine. Im Gegensatz zum Guide Michelin beschränkt sich der Gault-Millau nicht auf eine Auflistung empfehlenswerter Gaststätten mit Kurzbeschreibungen, sondern bietet ein Punktesystem und ausführliche Restaurantbesprechungen.

## Geschichte
Der Gault-Millau wurde 1969 in Frankreich von den Journalisten Henri Gault und Christian Millau gegründet. Der erste Gault-Millau Österreich erschien 1980, die erste Schweizer Ausgabe 1982, die erste deutsche Version 1983. Die deutschsprachigen Ausgaben wurden von Michael Reinartz gegründet, der bis 2005 Herausgeber des Guide Österreich war. 1986 verließ Gault den Gault-Millau.
Eigentümerin der Marke Gault-Millau ist heute eine Holdinggesellschaft. Im Januar 2019 verkaufte deren bisheriger Inhaber, der Franzose Côme de Chérisey, der zuvor sieben Jahre lang als CEO des Unternehmens tätig gewesen war, seine sämtlichen Anteile an Investoren aus Russland und schied aus der Firma aus. Neuer Direktor wurde Jacques Bally, der zuvor eine leitende Funktion im Unternehmen hatte.

### Gault-Millau Deutschland
Der Gault-Millau Deutschland wurde ab 1983 zunächst vom Münchner Christian Verlag verlegt. Neben dem Restaurantführer wird seit 1993 jährlich der Gault-Millau WeinGuide Deutschland herausgegeben, in dem die besten Weinerzeuger mit bis zu fünf Trauben und ihre Weine nach dem weltweit üblichen 100-Punkte-System bewertet werden. 
29 Jahre war Manfred Kohnke der Chefredakteur, 2012 übernahm Patricia Bröhm diese Funktion und Kohnke wurde Herausgeber. Im Herbst 2017 übernahm die Münchner ZS Verlag GmbH die Lizenz, Bröhm blieb Chefredakteurin. Ende November 2019 gab ZS bekannt, die Zusammenarbeit mit Gault-Millau zu beenden und stattdessen künftig den deutschen Restaurantführer Gusto herauszugeben. Zur Begründung hieß es unter anderem: „Zum geplanten digitalen Umbau der Marke Gault-Millau fehlte uns […] in den drei Jahren die erwartete Unterstützung von internationaler Seite.“
Im Mai 2020 gab der Medienkonzern Hubert Burda Media bekannt, die Lizenz erworben zu haben. Zugeordnet wurde das Projekt dem Unternehmensbereich BurdaStudios. Chefredakteur und Chef-Tester war seither Christoph Wirtz. Die Leitung eines neu gegründeten Experten-Beirats hat Otto Geisel übernommen. Geplant sei eine Weiterentwicklung der Marke mit neuen Angeboten auch in den Bereichen Magazin, Online und Bewegtbild, unter anderem auf dem eigenen Food-Sender BonGusto.
Im Februar 2021 kündigte der Verlag eine Wiederauflage eines Magazins mit dem Titel Gault&Millau an, das erstmals am 25. März 2021 erschien; es sollte vier Mal im Jahr erscheinen. Bereits von 2006 bis 2008 hatte es in Deutschland ein Magazin unter dem Titel gegeben.
Im Februar 2022 wurde ein erneuter Verlagswechsel von Burda zu Henris Edition bekannt. 2023 vergab der Gault&Millau Deutschland erstmals alle Auszeichnungen an Frauen. Im Juli 2023 wurde bekannt gegeben, dass Christoph Wirtz als Chefredakteur abtritt.
Der Gault&Millau setzte seither auf einen Expertenrat bei der Bewertung der Restaurants. Seit Herbst 2023 ist Jochen Rädeker Herausgeber und Mitglied des Expertenrats, der unter dem Vorsitz von Otto Geisel für die Gesamtqualität der Bewertungen zuständig ist.
Mit der Ausgabe 2025 läuft die Lizenz von Henris Edition für die deutsche Ausgabe des Guide planmäßig aus. Zuvor gab es einen Rechtsstreit, in dem der französische Mutterkonzern dem Verlag Henris Edition zum November 2023 die Lizenz entzog mit der Begründung, die deutsche Ausgabe nutze ein Bewertungssystem sowie Geschäftspraktiken, die in keiner Weise die Standards, die Ethik und die Werte widerspiegeln, für die die Marke seit ihrer Gründung stehe. Die deutschen Gerichte wiesen die Kündigung jedoch 2024 als unbegründet zurück und bestätigten Henris Edition als rechtmäßigen Lizenzinhaber in Deutschland.
Im Mai 2025 gab der Verlag Henris Edition bekannt, dass er den Gault&Millau Deutschland nicht mehr herausgeben wird. Ob es einen neuen Lizenznehmer für den deutschen Gourmetführer geben wird, ist nicht bekannt.

## Restaurantguide
Der Gault-Millau urteilt nach dem französischen Schulnotensystem von 0 bis 20 Punkten. Tatsächlich vergeben werden Noten ab 11 Punkten (für „durchschnittliche Küche“) bis hin zu 19,5 Punkten als „Höchstnote für die weltbesten Restaurants“. Die eigentliche Höchstnote 20 wird im deutschsprachigen Raum – ganz im Sinn der Gründer Gault und Millau – nicht vergeben, weil nach deren Überzeugung nur der liebe Gott, aber kein Mensch Vollkommenheit feststellen könne. In der Geschichte des Gault-Millau wurde die Höchstnote von 20 Punkten bisher zweimal vergeben: an das Restaurant des Franzosen Marc Veyrat und das Restaurant des Niederländers Sergio Herman.
Neben den Punkten werden Kochmützen (auch „Hauben“ genannt) vergeben: Bei 11 bis 12,5 Punkten erhält das Restaurant eine Mütze, bei 13 bis 14,5 Punkten erhält das Restaurant zwei Mützen, bei 15 bis 16,5 drei, bei 17 bis 18,5 Punkten vier und ab 19 Punkten fünf Mützen. Insbesondere in Österreich wird ein im Gault-Millau ausgezeichneter Koch „Haubenkoch“ genannt. Diese Bezeichnung hat dort im allgemeinen Sprachgebrauch einen ähnlichen Stellenwert wie die in Deutschland verbreitete Bezeichnung „Sternekoch“ für einen Koch, der mindestens einen Michelin-Stern erhalten hat. Seit 2020 wird international eine neue Benotungsskala angewandt und die Punktewertung mit halben Punkten verfeinert. Möglich sind seither maximal 5 Kochmützen/Hauben.
Die vergebenen Punkte (und gegebenenfalls Kochmützen) würdigen ausschließlich die Köche und ihre Küchenleistungen. Der Service, das Ambiente und die Weinkultur des Restaurants werden im Text beschrieben. Dieser ist der journalistischen Darstellungsform der Kritik zuzuordnen und kann in einzelnen Fällen auch ein Verriss sein.
Benotungsskala bis 2021:
- 5 Kochmützen/Hauben – 19 bis 19,5 Punkte von max. 20 Punkten
- 4 Kochmützen/Hauben – 17 bis 18,5 Punkte
- 3 Kochmützen/Hauben – 15 bis 16,5 Punkte
- 2 Kochmützen/Hauben – 13 bis 14,5 Punkte
- 1 Kochmütze/Haube     – 11 bis 12,5 Punkte

- 0 Kochmützen/Hauben – 10 bis 10,5 Punkte

2022 wurden die Punkte ganz abgeschafft. Es wird mit 1 bis 5 Hauben ausgezeichnet, die in schwarz und rot unterschieden werden – rot für die herausragenden Lokale der jeweiligen Kategorie.

## Weinguide
Seit 1993 erscheint jährlich der Gault-Millau Weinguide Deutschland. Gegründet wurde er von Joel Payne und Armin Diel. Bis 2009 fungierten die beiden als Co-Chefredakteure; Joel Payne in dieser Funktion bis inklusive der 2016er Ausgabe. Mit dem Wechsel der Lizenz zur Münchner ZS Verlag GmbH übernahm 2017 die Journalistin und Weinexpertin Britta Wiegelmann die Chefredaktion und besetzte das Team fast komplett neu. Zum Verkostungsteam zählen hochkarätige Fachleute wie Master of Wine Janek Schumann, der erste vereidigte Weinsachverständige Deutschlands Otto Geisel oder die vielfach ausgezeichnete Sommelière Natalie Lumpp. Für die 2018er Ausgabe begutachtete und bewertete das Team mehr als 11.000 Weine. Insgesamt schafften es 965 von 1034 Betrieben ins Buch. Die Höchstwertung für Weingüter beträgt fünf Trauben, sie steht für die Auszeichnung „Weltklasse“. Aktuell umfasst diese Kategorie 18 Betriebe. Weine können maximal 100 Punkte erreichen. In der 2018er Ausgabe wurde diese Spitzennote erstmals für drei trockene Weine vergeben.

## Koch des Jahres
Seit 1988 wird von Gault-Millau Deutschland der Koch des Jahres gewählt und bereits seit 1983 von Gault-Millau Österreich. Preisträger waren seitdem:
| Für das Jahr | Deutschland                          | Österreich                                      | Schweiz            |
| ------------ | ------------------------------------ | ----------------------------------------------- | ------------------ |
| 1983         |                                      | Lisl Wagner-Bacher                              |                    |
| 1985         |                                      | Werner Matt                                     |                    |
| 1986         |                                      | Alfred Süssenbacher                             |                    |
| 1988         | Dieter Müller                        | Helmut Österreicher                             | André Jaeger       |
| 1989         | Alfons Schuhbeck                     | Karl Obauer, Rudolf Obauer                      | Gérard Rabaey      |
| 1990         | Albert Bouley                        | Sissy Sonnleitner                               |                    |
| 1991         | Harald Wohlfahrt                     | Ewald Plachutta                                 | Agnes Amberg       |
| 1992         | Josef Viehhauser                     | Harald Fritzer                                  |                    |
| 1993         | Siegfried Rockendorf                 | Reinhard Gerer                                  |                    |
| 1994         | Dieter L. Kaufmann                   | Franz Fuiko                                     | Peter Moser        |
| 1995         | Hans Haas                            | Walter Eselböck                                 | André Jaeger       |
| 1996         | Fritz Schilling                      | Johanna Maier                                   |                    |
| 1997         | Johann Lafer                         | Heinz Hanner                                    | Judith Baumann     |
| 1998         | Helmut Thieltges                     | Heino Huber                                     | Horst Petermann    |
| 1999         | Günter Scherrer                      | Jörg Wörther                                    | Philippe Rochat    |
| 2000         | Hans Stefan Steinheuer               | Martin Sieberer                                 | Hans-Peter Hussong |
| 2001         | Matthias Buchholz                    | Klaus Fleischhaker                              | Martin Dalsass     |
| 2002         | Thomas Martin                        | Christian Petz                                  | Philippe Chevrier  |
| 2003         | Joachim Wissler                      | Josef Trippolt sen. und Josef Trippolt jun.     | Beat Bolliger      |
| 2004         | Sven Elverfeld                       | Gerhard Fuchs                                   | Gérard Rabaey      |
| 2005         | Christian Scharrer                   | Alexander Fankhauser                            | Robert Speth       |
| 2006         | Thomas Bühner                        | Leonard Cernko                                  | Didier de Courten  |
| 2007         | Tim Raue                             | Joachim Gradwohl                                | Markus Neff        |
| 2008         | Klaus Erfort                         | Thorsten Probost                                | Andreas Caminada   |
| 2009         | Nils Henkel                          | Thomas Dorfer                                   | Dominique Gauthier |
| 2010         | Wahabi Nouri                         | Andreas Döllerer                                | Andreas Caminada   |
| 2011         | Mario Lohninger                      |                                                 | Peter Knogl        |
| 2012         | Andree Köthe                         | Bobby Bräuer                                    | Franz Wiget        |
| 2013         | Christian Jürgens                    |                                                 | Benoît Violier     |
| 2014         | Daniel Achilles                      | Silvio Nickol                                   | Tanja Grandits     |
| 2015         | Christoph Rüffer                     | Richard Rauch                                   | Peter Knogl        |
| 2016         | Peter Maria Schnurr                  | Konstantin Filippou                             | Nenad Mlinarevic   |
| 2017         | Andreas Krolik                       | Heinz Reitbauer (Koch des Jahrzehnts 2006–2016) | Rico Zandonella    |
| 2018         | Christian Bau                        | Markus Mraz                                     | Franck Giovannini  |
| 2019         | Johannes King und Jan-Philipp Berner | Benjamin Parth                                  | Heiko Nieder       |
| 2020         | Tohru Nakamura                       | Hubert Wallner                                  | Tanja Grandits     |
| 2021         | Thomas Schanz                        | Max Stiegl                                      |                    |
| 2022         | Dylan Watson-Brawn                   | Max Natmessnig                                  | Mitja Birlo        |
| 2023         | Douce Steiner                        | Lukas Nagl                                      | Benoît Carcenat    |
| 2024         |                                      | Alain Weissgerber                               | Silvio Germann     |
| 2025         | Benjamin Peifer                      | Hannes Müller                                   | Marco Campanella   |

## Winzer des Jahres
- 2007: Theo Haart/Mosel
- 2008: Bernhard Huber/Baden
- 2009: Knipser/Pfalz
- 2010: Tim Fröhlich/Nahe
- 2011: Johannes Leitz/Rheingau
- 2012: Matthias Müller/Mittelrhein
- 2013: Joachim Heger/Baden
- 2014: Philipp Wittmann/Rheinhessen
- 2015: Thomas Haag/Mosel
- 2016: Peter Jakob Kühn/Rheingau
- 2017: Hans-Joachim und Dorothee Zilliken/Mosel
- 2018: Horst und Sandra Sauer/Franken
- 2019: Fritz Keller und Friedrich Keller/Baden
- 2020: Mathieu Kauffmann

## Aufsteiger des Jahres Wein
- 2007: Schnaitmann/Württemberg
- 2008: Adeneuer/Ahr
- 2009: Wagner-Stempel/Rheinhessen
- 2010: von Gleichenstein/Baden
- 2011: Kuhn/Pfalz
- 2012: von Winning/Pfalz
- 2013: Karsten Peter/Nahe
- 2014: Chat Sauvage/Rheingau
- 2015: Graf Neipperg/Württemberg
- 2016: Familie Luckert/Franken
- 2017: Jakob Schneider jun./Nahe
- 2018: Stefan Lergenmüller/Rheingau
- 2019: Albert Behler/Mosel
- 2020: Matthias und Philipp Corvers/Rheingau

## Entdeckung des Jahres Wein
- 2007: Ziereisen/Baden
- 2008: Trenz/Rheingau
- 2009: Alexander Laible/Baden
- 2010: Vollmer/Rheinhessen
- 2011: Augustin/Franken
- 2012: Weingärtner Cleebronn-Güglingen/Württemberg
- 2013: Josten & Klein/Mittelrhein
- 2014: Alte Grafschaft/Franken
- 2015: Sektmanufaktur Strauch/Rheinhessen
- 2016: Hans Erich Dausch/Pfalz
- 2017: Julia Bertram/Ahr
- 2018: Stefan Müller/Mosel
- 2019: Simone Adams/Rheinhessen
- 2020: Philipp Kettern und Daniel Niepoort/Mosel